# Fra Cristoforo
Fra Cristoforo è un personaggio immaginario presente ne I promessi sposi, romanzo di Alessandro Manzoni.
Noto anche con il nome di battesimo Lodovico, è un personaggio molto importante nella storia, essendo il fautore della fuga dei protagonisti Renzo e Lucia dal territorio di Lecco.

## Biografia del personaggio
Figlio di un commerciante, prima di ricevere la vocazione e diventare frate cappuccino, si chiamava Lodovico; Manzoni non fornisce alcun cognome a questo personaggio. Grazie alla fortuna paterna cercava di introdursi negli ambienti della nobiltà, ma rifiutato da questa come irrimediabilmente inferiore per nascita (il suo ultimo avversario lo definisce sprezzantemente vile meccanico), si immedesima nel ruolo di paladino dei più poveri.
Lodovico, dopo essersi scontrato con un nobile e averlo ucciso in un duello provocato da cause banali, si rifugia in un convento di Cappuccini della sua città. Nello scontro rimane ucciso Cristoforo, fedele servitore di Lodovico, che riceve su di sé la spada destinata al padrone. Le due tragiche morti (il nobile arrogante con cui aveva duellato si pente amaramente e perdona Lodovico tramite il cappuccino accorso ad assisterlo) avviano alla fine un processo già incominciato di conversione e portano il giovane al cambiamento di vita cui aveva già altre volte pensato.
Chiede quindi di essere accolto come postulante al convento stesso dove si è rifugiato. La sua decisione permette ai Cappuccini di evitare il prevedibile imbarazzo di difendere il diritto di asilo di un nemico di una potente famiglia, e alla famiglia dell'ucciso, che lo scrittore mantiene anonima, l'imbarazzo di scontrarsi con la Chiesa per ottenere vendetta. Nella soddisfazione generale Lodovico viene quindi rivestito del saio.
In memoria del suo vecchio e amato servitore, come nome religioso Lodovico sceglierà il nome di Cristoforo, nome peraltro con una forte valenza religiosa significante "portatore di Cristo". La scena del duello, provocato dalla discussione su chi avesse dovuto cedere il passo fra i due contendenti (cap. IV), ripropone una situazione tipica della tradizione cavalleresca, passata poi ai popolari romanzi di avventura, i romanzi di cappa e spada, tra i quali il celeberrimo I tre moschettieri di Alexandre Dumas.
Uno dei modelli classici per Manzoni, considerate le analogie di situazioni (il duello per le strade cittadine, la morte dell'amico), doveva essere stato quello fra Romeo, Tebaldo e Mercuzio nella tragedia Romeo e Giulietta di William Shakespeare. Del resto il sommo drammaturgo inglese è citato proprio nel capitolo IV dove Manzoni, riguardante Lodovico, scrive: "Ma il fondaco, le balle, il libro, il braccio, gli comparivan sempre nella memoria, come l'ombra di Banco a Macbeth...". Nel IV capitolo Manzoni scrive:
Il padre Cristoforo non era sempre stato così, né sempre era stato Cristoforo: il suo nome di battesimo era Lodovico. Era figliuolo d'un mercante di *** (questi asterischi vengon tutti dalla circospezione del mio anonimo) che, ne' suoi ultim'anni, trovandosi assai fornito di beni, e con quell'unico figliuolo, aveva rinunziato al traffico, e s'era dato a viver da signore. [...] Andava un giorno per una strada della sua città, seguito da due bravi, e accompagnato da un tal Cristoforo, altre volte giovine di bottega e, dopo chiusa questa, diventato maestro di casa. [...] Vide Lodovico spuntar da lontano un signor tale, arrogante e soverchiatore di professione, col quale non aveva mai parlato in vita sua, ma che gli era cordiale nemico, e al quale rendeva, pur di cuore, il contraccambio: giacché è uno de' vantaggi di questo mondo, quello di poter odiare ed esser odiati, senza conoscersi.»

## La religiosità
Fra Cristoforo è simbolo della cristianità e della devozione, ma conserva ancora il carattere vivace di Lodovico. Il fascino di questo personaggio è costituito dal contrasto tra uomo vecchio e uomo nuovo, simboleggiato dalla metafora dei suoi occhi, che risente di un profondo accostamento al concetto dell'anima umana nel Fedro di Platone. Il fervore religioso di fra Cristoforo non è più valutato dalla critica come mera oratoria e moralismo apologetico, ma come segno di un ideale calato nella realtà a rappresentare le note eroiche di quel cristianesimo pugnace e sempre militante che è il vero cristianesimo manzoniano.
Il critico Luigi Russo osserva che Manzoni, nel concepire fra Cristoforo con quel carattere, obbedì alla propria formazione giansenistica, intesa non come giansenismo teologico ma come giansenismo morale, il quale è rigorismo etico che ben si concilia con l'ortodossia cattolica. Russo scrive inoltre: "La vecchia umanità non muore mai in fra Cristoforo [....]. Nel descrivere un tipo eccezionale come il nostro frate, sarebbe stato assai facile cadere nello stile dell'oratoria catechistica; mostrare ad ogni momento l'operazione virtuosa dei principi della fede cattolica, quando siano accolti da una natura forte e generosa; oppure ci sarebbe stata un'altra maniera agiografica di presentare il personaggio prima tutto impetuoso e violento e poi tutto santo e mansueto: ciò che rispondeva all'ingenua mente dei cronisti del Medioevo, spiccatamente dualistici e per i quali il cielo e la terra, lo spirito e la carne, il Dio e il demonio costituivano una antitesi assoluta. Ma per il cristianesimo moderno, e per quello manzoniano in particolare, il cielo e la terra non costituiscono un'inconciliabile antitesi: il cielo è calato sulla terra e Dio discende dalle sue remote profondità nel cuore stesso dell'uomo".
Nella scena del perdono (capitolo IV), sullo sfondo movimentato e colorito, spicca la solenne commozione delle sobrie parole con cui Cristoforo in ginocchio chiede scusa al fratello dell'ucciso. Per la sincerità e la carità che tremano nelle parole del frate, per il sentimento di dolore che traspare dal suo volto, quella che avrebbe dovuto essere la festa dell'orgoglio si muta in trionfo dell'umiltà e del perdono cristiano sulla logica della violenza, della superbia, dell'orgoglio. Alla fine, prima di partire, Cristoforo si fa donare dal gentiluomo un pane, come "segno del suo perdono".
Nel colloquio con don Rodrigo la forza evangelica di padre Cristoforo, straordinariamente accresciuta dalla provocazione, la sua semplice e terribile minaccia "Verrà un giorno..." (capitolo VI) determinano nella coscienza addormentata di don Rodrigo un segno visibile di un remoto risveglio. La sua violenza persuasiva e ispirata spalanca per un istante all'atterrito antagonista le porte del suo futuro destino. Nelle sue ultime ore di vita terrena ci sono note di sublime delicatezza: parla come già consegnato a Dio, ma il suo cuore insiste sulle care memorie e gli suggerisce parole di semplicità stupenda.
Il Manzoni non ha bisogno di sottolineare con un eccesso descrittivo la morte eroica: la grandezza da epopea sta nella sua coscienza della necessità del sacrificio, nell'avvertire la morte come concepimento della legge che egli ha accettata e si è imposta. La presenza di fra Cristoforo coincide sempre con la presenza di una profonda visione religiosa. Nel capitolo XXXV (e soprattutto poi nel XXXVI) fra Cristoforo lascia una sorta di "testamento spirituale" in cui ricorrono parole e temi che rappresentano l'ideologia religiosa del romanzo.
Nel capitolo XXXV sono espresse alcune idee fondamentali. Innanzitutto alla volontà di Dio è rimessa la vicenda personale di allontanamento da Pescarenico e l'incontro inaspettato con Renzo al lazzaretto. A Dio poi bisognerà rendere conto del valore positivo o negativo delle azioni umane; lo stesso senso della ricerca di Renzo Tramaglino è ascrivibile alla volontà divina. A Dio, inoltre, si rimette il destino di vita o di morte di Lucia. L'indignazione di fra Cristoforo contro il desiderio di vendetta di Renzo si esprime attraverso l'esaltazione della giustizia e della carità divina. Una volta riconciliati i due sposi, fa loro un dono, che tira fuori da una vecchia scatola:
(Cap. XXXVI)
Fra Cristoforo è uno dei due religiosi che figurano tra i personaggi principali del romanzo. L'altro è Don Abbondio, che per temperamento e religiosità costituisce l'opposto di Fra Cristoforo: Don Abbondio è un uomo pavido, divenuto religioso non per vocazione, quanto piuttosto per i discreti agi che avrebbe potuto trarre da quella posizione. I due personaggi non si incontreranno mai.

## Possibile riferimento storico
Le cronache di Pio la Croce del 1630 citano un certo frate cappuccino padre Cristoforo Picenardi da Cremona morto di peste nel lazzaretto in quell'anno.
Secondo alcuni studiosi, la figura di ispirazione potrebbe essere stata il religioso camilliano fratel Giulio Cesare Terzago che nel 1630 prestò servizio agli appestati in un lazzaretto milanese, fino a morire per lo stesso contagio.
Secondo altri, la storia di fra Cristoforo trae inspirazione nella vita di fra Bernardo da Corleone, vissuto in Sicilia fra il 1605 e 1667. Fra Bernardo, al secolo Filippo Latino, era uno spadaccino molto abile che diventò frate in seguito a un duello con Vito Canino, un'altra "spada eccellente" del tempo.